# 3741 Rogerburns
3741 Rogerburns је астероид главног астероидног појаса чија средња удаљеност од Сунца износи 2,779 астрономских јединица (АЈ).
Апсолутна магнитуда астероида је 13,2.